# Romeo (друштвена мрежа)
Romeo (транскр.  Ромео) јесте друштвена мрежа намењена ЛГБТ+ заједници. Покренут је у октобру 2002. под називом GayRomeo, након чега је назив био PlanetRomeo до 2021. Ову интернет-страницу је створио Немац Јенс Шмит у сарадњи са Мануелом Абрахамом.

## Историја
Иако је страница покренута у Савезној Републици Немачкој, њено седиште се налази у Амстердаму јер је руководство сајта сматрало да је Холандија сигурније место. Сајт је бесплатан и доступан свима. Према сопственим подацима, сајт има више од 6.740.000 регистрованих профила и 1.107.000 активних корисника широм света.
Већина корисника је са европског континента. Према последњим подацима тај сајт има више од 10.000 корисника из Републике Србије а српски језик један је од службених језика тог сајта.
Остали службени језици сајта су енглески, француски, немачки, италијански, руски, холандски, мађарски, румунски, грчки, тајландски, шпански, пољски и турски.